# Amtsbezirk Fjelstrup
Der Amtsbezirk Fjelstrup war ein Amtsbezirk im Kreis Hadersleben in der Provinz Schleswig-Holstein.
Der Amtsbezirk wurde 1889 gebildet und umfasste die folgenden Gemeinden:  
1. Anslet
2. Bjerning
3. Errigstedt
4. Fjelstrup
5. Knud
6. Sillerup

1920 wurde der Amtsbezirk aufgelöst und die Gemeinden aufgrund der Volksabstimmung in Schleswig an Dänemark abgetreten.